# 告示牌百大單曲榜
《告示牌》百大熱門榜（英語：Billboard Hot 100）是由美國的音樂雜誌《告示牌》所制作的一份單曲排行榜，該榜通常簡稱〈告示牌單曲榜〉。自1958年8月4日誕生第一首冠軍曲迄今，此榜單每隔一段時間便修訂新的規則，在時代演進中更加貼近公平性，令此榜單也被認為是美國最具權威的一份單曲排行榜。

## 單曲榜簡介

The Billboard 标志

百大熱門榜的排名，是由美國境內的唱片銷量（實體銷售及數位銷售）、單曲在廣播中廣播的次數及線上媒體串流之總和決定，唱片銷量及線上媒體串流的計算期間是每週一到週日，廣播播放次數統計期間則是每週三到隔週二。每一期的新榜單在週四發表，不過排行榜日期標注為下一週的週六。
但從2015年的7月10日開始，唱片銷量及線上媒體串流統計期間變更為週五至隔週四；廣播播放次數統計期間變更為隔週一至隔週日。且新榜單變更為在兩週後的週二發表；日期標註則為發表日期的11天後，也就是該週的下一週週六。
以下為統計例子：
- 1月1日（週五）：銷量、線上媒體串流統計期間開始。
- 1月3日（週一）：廣播播放次數統計期間開始。
- 1月7日（週四）：銷量、線上媒體串流統計期間結束。
- 1月10日（週日）：廣播播放次數統計期間結束。
- 1月12日（週二）：在告示牌官網發表新一期榜單，但名義上的發行日期是1月23日（週六）。

第一支在告示牌百大熱門榜上奪得第一的歌曲是瑞奇·尼爾森（Ricky Nelson）的〈Poor Little Fool〉，在1958年8月4日奪冠。此外，告示牌也有在加拿大、歐洲、日本和韓國發表地區別的前100名曲的排行榜。
告示牌單曲榜的計分方式曾數度變更，自1984年起，每年的第一週不另計新成績，各個名次不更動順延一週，所以每年的前兩週榜上歌曲的名次都是相同的，這將使跨越年度的冠軍歌曲無條件多出一週冠軍的成績，這種計分方式在1991年結束，自1992年起新年首週將重新計算成績。另外，告示牌專輯榜的計分變更也同上述。
告示牌單曲榜自創榜以來，對於有資格進入單曲榜的新歌規定甚嚴，其中就是必須發行單曲銷售，再以銷售和點播兩項成績加總，以積分排序決定首次進榜順序。1990年代開始，
整體唱片市場開始變化，唱片公司為了怕影響旗下歌手的專輯銷售量，逐漸減少發行單曲，為此告示牌一再調整單曲點播和銷售比重。1998年12月5日，告示牌取消單曲銷售制度，新歌可以單憑點播數量進入單曲榜，不需要另外發行，這也更能真實的反應出歌曲在市場受歡迎的程度。單曲榜在2012年迎來史上最大變革，美國告示牌單曲榜和英國單曲排行榜最大的差異在於已出榜的歌曲再次回歸，後者對此不限制。告示牌單曲榜自1958年創榜以來，規定已經跌出單曲榜的歌曲不能再重新進榜，2012年時告示牌終於將這條維持了54年的鐵律解禁，對此受惠最大的歌曲是瑪麗亞·凱莉的〈你是我最想要的聖誕禮物〉，另外自2018年開始，單曲榜計分加入串流媒體的成績，也讓更多老歌有機會重新進入排行榜。
告示牌單曲榜首週進榜成績最高的紀錄長久以來都是披頭四1970年3月21日的〈Let It Be〉以第6名保持著，這紀錄維持了25年，直到1995年6月17日才被麥可·傑克森與珍娜·傑克森兄妹倆人合作的〈Scream〉以第5名的成績超越，不過這紀錄剛刷新還不到3個月，美國告示牌就誕生史上首支空降冠軍單曲，1995年9月2日麥可·傑克森的〈You Are Not Alone〉。

## 單曲榜紀錄

### 歷史紀錄
- 男歌手第一首空降冠軍單曲

麥可·傑克森。1995年9月2日〈You Are Not Alone〉（1週冠軍）
- 女歌手第一首空降冠軍單曲

瑪麗亞·凱莉。1995年9月30日〈Fantasy〉（8週冠軍）
- 首位登上單曲榜榜首的亞裔團體

東方聯盟。2010年10月10日〈Like A G6〉（3週冠軍）
- 首位登上單曲榜榜首的印度籍歌手

杰伊·尚恩。2009年10月17日〈Down〉（2週冠軍）
- 首位登上單曲榜榜首的日本籍歌手

坂本九。1963年6月15日〈壽喜燒〉（3週冠軍）
- 首位登上單曲榜榜首的韓國籍歌手

朴智旻。2023年4月3日〈Like Crazy〉（1週冠軍）
- 首支出道歌曲成為年度最佳歌曲

威爾森·菲利浦。1990年6月9日〈Hold On〉（1週冠軍）
- 首位因打下自己歌曲而登頂的男歌手

艾維斯·普里斯萊，1956年10月27日〈Hound Dog  /  Don't Be Cruel〉 → 〈Love Me Tender〉
- 首位因打下自己歌曲而登頂的女歌手

泰勒絲，2014年11月29日〈Shake It Off〉 → 〈Blank Space〉

### 累計紀錄
- 最多冠軍單曲男子团体

披头士合唱团20首，總共位於榜首59週
- 最多冠軍單曲女子團體

至上女聲組合12首，總共位於榜首22週
- 最多冠軍單曲男歌手

艾維斯·普里斯萊18首，總共位於榜首79週
- 最多冠軍單曲女歌手

瑪麗亞·凱莉19首，總共位於榜首97週
- 蟬連榜首最久時間的單曲

2019年納斯小子與比利·雷·希拉的〈Old Town Road〉連續19週
2024年Shaboozey的〈A Bar Song (Tipsy)〉不連續19週
- 同一張專輯有五首冠軍單曲男歌手

1987年麥可·傑克森的《飆（Bad）》
- 同一張專輯有五首冠軍單曲女歌手

2010年凱蒂·佩芮的《花漾年華（Teenage Dream）》
- 一年內拿下最多冠軍單曲的團體

披头士合唱团，1964年共拿下6首
- 最多TOP 10單曲歌手

67首，德雷克
- 在TOP 10累計周數最多的歌曲

威肯2020年至2021年〈Blinding Lights〉44周
- 在TOP 10累計周數最多歌手

蕾哈娜（362周）
- 最多空降冠軍歌手

9首，德雷克
- 最多空降TOP 10單曲歌手

德雷克（52首）
- 最多TOP 40單曲歌手

德雷克（173首）
- 榜內連續周數最多歌手

德雷克（431周）
- 同時擁有冠軍專輯/冠軍單曲連續最多周歌手

惠妮休斯頓1992年《終極保鑣》-〈我將永遠愛你〉（12週）
- 總計在榜內停留最久時間的單曲

易碎動物2021年至2022年〈Heat Waves〉（91周，最高上榜在第1位）
- 連續地停留榜單週數最長的單曲

傑森·瑪耶茲2009年〈I'm Yours〉（76週，最高上榜在第6位）
- 進榜後上升幅度最大的歌曲

凱莉·克萊森2009年〈My Life Would Suck Without You〉（第97位→第1位）
- 進榜後下跌幅度最大的歌曲

肯卓克·拉瑪與泰勒·佩奇2022年〈We Cry Together〉（第16位→第97位）、德瑞克2022年〈Texts Go Green〉（第13位→第94位）均下跌81個名次
- 進榜後下跌幅度最大冠軍單曲

崔維斯·史考特2025年〈4x4〉（第1位→第57位）
- 最高名次掉出榜外的單曲

瑪麗亞凱莉〈你是我最想要的聖誕禮物〉在2020年1月11日從第1位直接掉出榜外
- 出榜後回榜最高名次的單曲

威肯2021年〈Blinding Lights〉從已出榜直接跳回第三名
- 單曲釋出後距離進榜時間最長

艾莉高登〈Lights〉於2011年1月20日釋出，2011年8月20日空降第85名，2012年8月18日拿下第2名
- 最多首歌曲打進告示牌單曲榜的團體

Glee Cast 207首（最多首歌曲打進英國單曲榜的團體也是他們215首）
- 停留第二名最久的未奪冠單曲

10週。共2首，外國人合唱團 -〈Waiting For A Girl Like You〉（1981–1982）以及蜜西艾莉特 -〈Work It〉（2002–2003）
- 爬升最久才奪冠的單曲

59週。易碎動物 -〈Heat Waves〉（2020 - 2022）
- 連續最多首冠軍單曲歌手

7首。惠妮·休斯頓，從〈Saving All My Love for You〉到〈Where Do Broken Hearts Go〉連續7首單曲獲得冠軍
- 連續最多年獲得冠軍單曲的歌手

11年。瑪麗亞·凱莉，從1990年〈愛的幻影（Vision of Love）〉到2000年〈感謝上蒼找到你（Thank God I Found You）〉連續11年獲得冠軍單曲
- 單曲連續在前10名停留最久的歌手

69週。凱蒂·佩芮，〈California Gurls（featuring 史努比狗狗）〉、〈Teenage Dream〉、〈Firework〉、〈E.T.（featuring Kanye West）〉、〈Last Friday Night（T.G.I.F.）〉共5首單曲從2010年跨到2011年
- 擁有冠軍單曲數量最多的年份

1974年，共36首單曲達到冠軍位置。1975年也有35首。
- 擁有冠軍單曲數量最少的年份

2005年，僅有8首單曲達到冠軍位置。1996年、2002年和2015年也都各只有9首。
- 最短命的冠軍單曲

3週。BTS防彈少年團的〈Life Goes On〉於2020年12月5日空降冠軍，第4週已跌出榜外。（1→28→93）
- 擁有最多冠軍單曲的作曲家

保羅·麥卡尼（32首）
- 擁有最多冠軍單曲的製作人

喬治·馬丁與馬克斯·馬丁（23首）
- 最年長的冠軍單曲女歌手

2023年布蘭達·李以〈Rockin' around the Christmas Tree〉拿下冠軍，以78歲成為告示牌單曲榜最年長奪冠女歌手，一周後她以79歲再次刷新自己紀錄，〈Rockin' around the Christmas Tree〉也成為發行到奪冠最長時間的單曲，1958年發行，2023年奪冠，間隔長達65年，她距離自己上一首冠軍單曲〈I Want to Be Wanted〉(1960.10.24)共間隔了63年1個月2周。
- 從出道到獲得冠軍曲花費時間最長紀錄

山塔那合唱團於1969年出道，1999年以和Rob Thomas合作的〈Smooth〉拿下12周冠軍，從出道到單曲奪冠時間長達30年。
蒂娜·透娜於1956年出道，1985年以〈What's Love Got to Do with It〉拿下3周冠軍，從出道到單曲奪冠時間長達29年。

## 外部連結

2021年起所使用的Billboard百大熱門榜的标志

- （英文） Billboard Hot 100™ （页面存档备份，存于）
- （英文） Historical Year-End Hot 100 and other charts（页面存档备份，存于）
- 官方网站
- of Billboard Hot 100 chart achievements and milestones]（页面存档备份，存于）